# 체찰사
체찰사(體察使)는 한국사에서 고려와 조선시대에 국가에 변란이 발생했을 때 임명하는 군무 총괄 또는 군대 통솔 관직이다. 시대와 직급에 따라 여러 이름을 가지고 있다. 고위 관원에게 군사 업무를 맡겨 파견할 때 품계에 따라 직함을 달리하였는데, 조선왕조 기준으로 정1품은 도체찰사(都體察使), 종1품은 체찰사, 정2품은 도순찰사(都巡察使), 종2품은 순찰사, 3품은 찰리사(察理使)라고 하였다. 도체찰사는 보통 삼정승이라고 하는 의정부의 영의정, 좌의정, 우의정 중에서 임명되었다.

## 같이 보기
- 안찰사